# Durrus
Pour le fromage local, voir Durrus (fromage).
Durrus (irlandais: Dubh Ros / Durrás) est un village irlandais du Comté de Cork, situé à 9 km de Bantry (Irlande)
Durrus est situé au début des deux péninsules de Sheep's Head et de Mizen Head
Sa population estimée (2002) est de 859 habitants
Durus est connu pour son fromage, le Durrus

## Hameaux
- Ahagouna (irlandais: Ath Gamhna, anglais 'Ford of the calves').
- Ardogeena (152 acres) (irlandais: Ard na Gaoine, anglais 'Height of the flint stones').
- Ballycomane (1349 acres) (irlandais: Baile an Chumain, anglais 'town of the little valley').
- Boolteenagh (148 acres) (irlandais: Buailtenach, anglais 'summer pasture').
- Brahalish (784 acres) (irlandais: Breach Lios, anglais 'spotted forts')
- Carrigboy (116 acres) (irlandais: Carraig Buidhe, anglais 'yellow rock').
- Curraghavaddra (195 acres) (irlandais: Currach an Mhadra, anglais 'the bog of the dog').
- Clonee (409 acres) (irlandais: Cluain Fhia, anglais 'meadow of the deer' or 'Aodh's meadow').
- Clashadoo (749 acres) (irlandais: Clasa Dubha, anglais 'dark hollows')
- Coolcoulaghta (1148 acres) (irlandais: Cul Cabhlachta, anglais 'remote place of the ruins' or 'cul cuallachta')
- Coomkeen (915 acres) (irlandais: Cum Caoin, anglais 'gentle valley').
- Crottees (490 acres) (irlandais: Cruiteanna, anglais 'humpy ridges')
- Dromreagh (842 acres) (irlandais: Drom Riabhach, anglais 'striped/grey ridge').
- Dromataniheen (97 acres) (irlandais: Drom a'tSeannaichin, anglais 'ridge of the little fox').
- Dromreague (92 acres) (irlandais: Drom Reidh, anglais 'even ridge')
- Dunmanus (irlandais: Dun Manus, anglais 'fort of Manus')
- Durrus (irlandais: Dubh Ros, anglais 'dark wooded promontory')
- Gearhameen (646 acres) (irlandais: Gaortha min, anglais 'small wodded glen').
- Gurteen (127 acres) (irlandais: Goirtin, anglais 'small field')
- Kealties (614 acres) (irlandais: Caolta, anglais 'narrow strip of land/or marshes marshy streams').
- Kiloveenoge (irlandais: Cill Ui Mhionoig, anglais 'Minogue's church', or Cill Oighe Mhineog anglais 'church of the virgin Mineog').
- Lissareemig (78 acres) (irlandais: Lios a'Riamaigh, anglais 'fort of victory').
- Mannions Island
- Moulivarde (irlandais: Meall an Bhaird, anglais 'the bard's knoll')
- Mullagh (173 acres) (irlandais: Mullagh, anglais 'summit').
- Murreagh (199 acres) (irlandais: Muirioch, anglais 'seaside marsh').
- Parkana (irlandais: Pairceanna, anglais 'fields')
- Rooska West (298 acres) East (295 acres) (irlandais: Riasca, anglais 'marshes').
- Rossmore (310 acres) (irlandais: Ros Mor, anglais 'large copse or large promontory').y
- Rusheenasiska (84 acres) (irlandais: Ruisin an Uisce, anglais 'little copse of the water')
- Teadagh (107 acres) (irlandais: Taodach, anglais 'rugged land' or Teideach, anglais 'flat topped hill')
- Tullig (irlandais: Tullach, anglais 'mound')